# BMW Bank

Logo der BMW Bank

Die BMW Bank GmbH ist ein Unternehmen der BMW AG und gehört zu den führenden automobilen Finanzdienstleistern in Deutschland. Das unter der Geschäftsbezeichnung BMW Group Financial Services auftretende Unternehmen wurde 1971 in München gegründet. 1973 kam die BMW Leasing GmbH – ebenfalls in München – hinzu. Vertretene Fabrikate sind BMW, MINI und Rolls-Royce Motor Cars. Sitz der BMW Bank ist die Lilienthalallee 26 im Münchner Stadtteil Freimann.
Das Angebot der BMW Group Financial Services umfasst Einkaufsfinanzierung und Finanzierung der Lagerhaltung von Kfz- und Ersatzteilen der BMW- und MINI-Händler sowie Verkaufsfinanzierung/Finanzierung von Pkw und Motorrädern an Kunden der BMW- und Mini-Händler (Ratenfinanzierung und Ziel-Finanzierung). Hinzu kommt die Finanzierung von Jahreswagen und Vergabe von Krediten. Daneben wird auch die Möglichkeit der Geldanlage in Form von Spareinlagen, Tages- und Termingeldern angeboten. Weitere Angebote im Rahmen von Kooperationen umfassen Kreditkarten, Depots und die Vermittlung von Baufinanzierungen.
Der Leasingsektor umfasst die Produktpalette der Leasinggeschäfte mit Gegenständen aller Art für die BMW- und MINI-Handelsbetriebe, insbesondere mit Kfz. Optionaler Einschluss von Dienstleistungen, z. B. Versicherung, Wartung und Reparatur. Der Vertrieb verläuft über die Handelsorganisation der BMW Group sowie den Direktvertrieb im Bereich Vermögensmanagement und Direct Finance.